# Elsinoë diospyri
Elsinoë diospyri är en svampart som beskrevs av Bitanc. & Jenkins 1951. Elsinoë diospyri ingår i släktet Elsinoë och familjen Elsinoaceae.   Inga underarter finns listade i Catalogue of Life.